# آراتوس

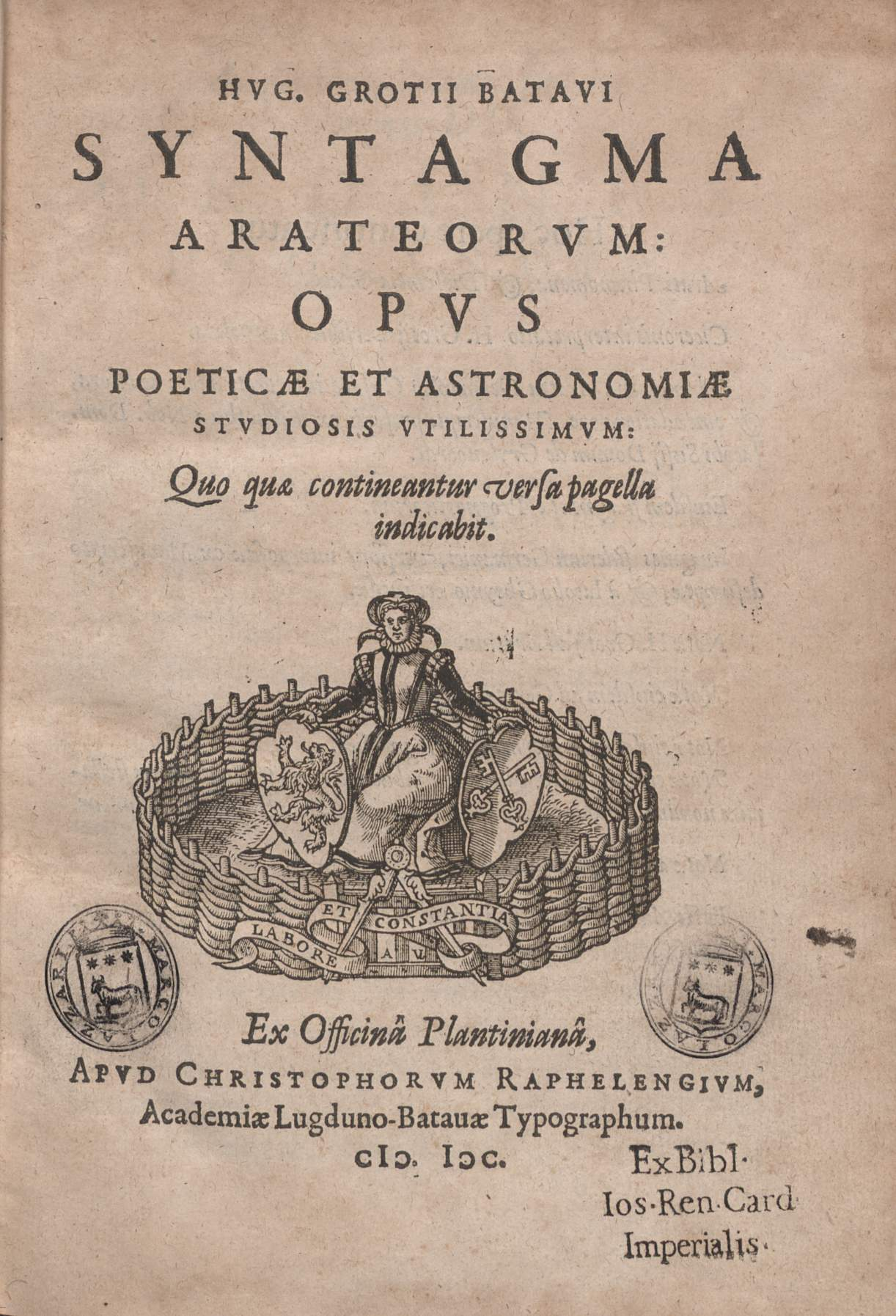
Phaenomena

آراتوس (Aratus) شاعر و دانشمند یونانی از اهالی سولی در سیسیل بود که در حدود ۲۷۵ ق م برآمد.
در آتن با مشاییان و رواقیان ارتباط داشت و کتاب‌های بسیاری تألیف کرد که مهم‌ترینش منظومه‌ای علمی است به نام پدیده‌ها (در ۱٬۱۵۴ بیت) و به خواهش آنتیگونوس گوناتاس (شاه مقدونیه از ۲۷۷ به بعد) نوشته شده است. این منظومه شامل سه بخش است: پدیده‌های خاص، آن‌گاه طلوع و غروب ستارگان، و سرانجام علایم هوا. دو بخش اولیه براساس پدیده‌های اودوکسوس تنظیم شده و سومی برمبنای کار تئوفراستوس یا یک اثر عمومی قدیم‌تر. این منظومه بیشتر به خاطر تأثیر بر افکار معاصر و افکار رومی مهم است.